# Mẫu hình Đầu và vai
Trên biểu đồ phân tích kỹ thuật, mẫu hình Đầu và Vai xảy ra khi một xu hướng giá đang trong quá trình đảo ngược, hoặc là từ một xu hướng giá tăng hoặc là từ một xu hướng giá giảm, một mẫu hình đặc trưng có hình dạng và được công nhận là mô hình đảo ngược.

## Vai Đầu Vai đỉnh
Hình thế Đầu và Vai bao gồm Vai trái, Đầu, và Vai phải và một đường được vẽ như đường viền cổ. Vai trái được hình thành vào cuối một dịch chuyển rộng trong đó đáng chú ý là có khối lượng giao dịch cao. Sau khi đỉnh cao của Vai trái được hình thành, phản ứng tiếp theo là giá trượt xuống đến một mức độ nhất định, thường xảy ra với khối lượng giao dịch thấp. Sau đó giá hồi phục lên đỉnh để tạo thành Đầu với khối lượng bình thường hoặc nhiều và phản ứng tiếp theo là giá xuống đi kèm với khối lượng thấp hơn. Vai phải được hình thành khi giá di chuyển lên một lần nữa nhưng vẫn dưới mức đỉnh trung tâm của Đầu và rơi xuống gần bằng với thung lũng đầu tiên giữa Vai trái và Đầu hoặc ít nhất là dưới mức đỉnh của Vai trái. Khối lượng giao dịch thấp hơn trong hình thế Vai phải so với hình thế Vai trái và hình thế Đầu. Đường viền cổ được vẽ qua đáy của Vai trái, Đầu và Vai phải. Khi giá trượt xuống dưới đường viền cổ này và tiếp tục giảm sau khi hình thành Vai phải, nó là sự xác nhận cuối cùng của việc hoàn thành hình thế Đầu và Vai đỉnh. Nó có thể là hơi kéo giá trở lại để chạm vào đường viền cổ trước khi tiếp tục xu hướng giảm của mình.

## Vai Đầu Vai đáy
Hình thế này chỉ đơn giản là nghịch đảo của Đầu và Vai đỉnh và thường chỉ ra sự thay đổi trong xu hướng và cảm tính. Hình là sự lộn ngược, trong đó mẫu hình khối lượng khác với Đầu và Vai đỉnh.
Giá di chuyển lên từ một mức thấp ban đầu với khối lượng tăng lên đến một mức nhất định để hoàn thành hình thế Vai trái và sau đó rơi xuống một mức thấp mới. Theo sau đó là một dịch chuyển phục hồi được đánh dấu bởi khối lượng hơi nhiều hơn so với đã thấy trước đó để hoàn thành hình thế Đầu. Một phản ứng điều chỉnh giảm giá với khối lượng thấp xảy ra để bắt đầu hình thế Vai phải và sau đó là một dịch chuyển giá tăng mạnh lên với khối lượng giao dịch rất lớn để vượt qua đường viền cổ.
Một khác biệt giữa Đầu và Vai đỉnh với Đầu và Vai đáy là các hình thế đỉnh được hoàn thành trong một vài tuần, trong khi một hình thế đáy lớn (Vai trái, Vai phải hoặc Đầu) thường lâu hơn, và như đã được quan sát, có thể kéo dài trong một thời kỳ vài tháng hoặc đôi khi là lâu hơn một năm.

## Tầm quan trọng của đường viền cổ
Đường viền cổ được vẽ ra của mẫu hình đại diện cho một mức hỗ trợ, và giả định Đầu và Vai không thể được khẳng định là đã hoàn tất trừ khi nó bị phá vỡ và sự đột phá này có thể xảy ra với khối lượng giao dịch nhiều hơn hoặc có thể không. Phải cẩn thận quan sát bước đột phá này do tình huống nghiêm trọng có thể xảy ra nếu sự phá vỡ như vậy nhiều hơn 3-4 phần trăm.
Khi một cổ phiếu trôi dạt khỏi đường viền cổ với khối lượng giao dịch nhỏ, có thể có một sóng lên, mặc dù sóng này không phải là chắc chắn, nhưng nếu nó được quan sát thấy thì sự phục hồi này thông thường không vượt quá mức chung của đường viền cổ và trước khi áp lực bán tăng lên, còn sau đó thì sự suy giảm rất mạnh xảy ra và giá cả sụp đổ với khối lượng lớn hơn.

## Các đặc điểm
- Hầu hết thời gian hình thế Đầu và Vai là không hoàn hảo. Hình thế này là hơi nghiêng lên hoặc hơi nghiêng xuống.
- Một vai có thể chúc xuống.
- Trên một số mẫu hình biểu đồ, một trong hai vai bất kỳ có thể rộng hơn so với vai kia, nguyên nhân là do thời gian tham gia vào sự hình thành của các thung lũng.
- Các đường viền cổ có thể không hoàn toàn nằm ngang; nó có thể hơi tăng lên hoặc hơi giảm xuống.
- Nếu đường viền cổ là tăng lên thì xác nhận duy nhất của hình thế Đầu và Vai nằm ở thực tế là điểm thấp nhất của Vai phải phải thấp hơn đáng kể so với mức đỉnh của Vai trái.

## Ứng dụng như một công cụ
Đầu và Vai là một công cụ cực kỳ hữu ích sau sự xác nhận của nó để ước lượng và đo lường mức độ có thể xảy ra tối thiểu của di chuyển tiếp theo từ đường viền cổ. Để tìm khoảng cách của di chuyển tiếp theo, hãy đo khoảng cách thẳng đứng từ đỉnh Đầu đến đường viền cổ. Sau đó đo cùng một khoảng cách này xuống từ đường viền cổ vào thời điểm mà giá vượt qua đường viền cổ sau khi hoàn thành vai phải. Điều này cho biết mục tiêu tối thiểu là giá cả có thể giảm bao nhiêu sau khi hoàn tất hình thế đỉnh này.
Nếu thời gian giá tăng phía trước Đầu và Vai đỉnh là không kéo dài thì thời gian giảm giá tiếp theo sau khi hoàn thành hình thế Đầu và Vai cũng có thể là ngắn.

## Đầu và vai phức tạp
Kiểu mẫu hình Đầu và Vai này có nhiều hơn một Vai trái và/hoặc Vai phải và/hoặc Đầu. Nó còn được gọi là mẫu hình Nhiều Đầu và Vai.